# Friedrich I của Württemberg
Frederick I ( tiếng Đức: Friedrich Wilhelm Karl; 6 tháng 11 năm 1754 – 30 tháng 10 năm 1816) là nhà cai trị Württemberg từ năm 1797 cho đến khi qua đời. Ông là công tước cuối cùng của Württemberg từ năm 1797 đến năm 1803, sau đó là Tuyển đế hầu đầu tiên và duy nhất của Württemberg từ năm 1803 đến năm 1806, trước khi Württemberg nâng lên thành một vương quốc vào năm 1806 với sự chấp thuận của Napoléon I. Ông được biết đến với thân hình to lớn của mình, cao khoảng 2,12 m (6 ft 11 in) và nặng 200 kg (440 lb) .